# Chrysanthemum lineare
Chrysanthemum lineare là một loài thực vật có hoa trong họ Cúc. Loài này được Matsum. mô tả khoa học đầu tiên năm 1899.